# Hindoeïsme in Nederland
Het hindoeïsme is na het christendom en de islam de derde grootste religieuze groep in Nederland; wat neerkomt op ongeveer 1,2% van de Nederlandse bevolking in 2019. Na Groot-Brittannië en Italië woont in Nederland de derde grootste hindoegemeenschap van Europa. Er wonen momenteel tussen de 200.000 en 250.000 hindoes in Nederland, waarvan de overgrote meerderheid is gemigreerd vanuit Suriname (een voormalige Nederlandse kolonie in Zuid-Amerika) Er zijn ook aanzienlijke populaties hindoeïstische immigranten uit India, Sri Lanka, Nepal en Afghanistan, evenals een kleiner aantal westerse aanhangers van het hindoeïsme of filosofische stromingen gebaseerd daarop.

## Geschiedenis
De aanwezigheid van een aanzienlijk aantal hindoes in Nederland is een relatief moderne ontwikkeling; in 1960 waren er naar schatting slechts tientallen Indiase families in het land, die samen vermoedelijk het grootste deel van de Hindoebevolking vormden. In 1971 telde het Centraal Bureau voor de Statistiek (CBS) ongeveer 3.000 aanhangers. In de jaren zeventig nam het aantal echter sterk toe. Dit was te wijten aan de immigratie van de Surinaamse-Hindostanen, mensen die eind negentiende eeuw vanuit Brits-Indië als contractarbeiders naar Suriname zijn gebracht. Met de onafhankelijkheid van Suriname in 1975 zorgde de groeiende bezorgdheid over hun toekomst in Suriname ervoor dat ongeveer een derde van de Hindostaanse bevolking Suriname verliet en naar Nederland emigreerde. De Hindostanen waren overwegend hindoeïstisch, en als gevolg daarvan is de hindoeïstische bevolking in de afgelopen tien jaar vertienvoudigd tot 34.000 in 1980, en bleef stijgen tot 61.000 in 1990 en 91.000 in 2000.
In de 21e eeuw zijn veel expats uit India naar Nederland verhuisd als "High Skilled Migrant", veelal in de IT-industrie en consultancy. Grote Indiase bedrijven als Infosys en Tata haalden deze werknemers vanuit India, maar inmiddels zijn de meeste expats werkzaam op uitnodiging van en voor Nederlandse bedrijven, zoals ASML. Ongeveer 30% van deze expats is in Nederland gebleven waardoor er nu naar schatting ca. 50.000 Indiërs uit deze groep in Nederland wonen. Hiervan is ca. 90% hindoe. Veel van hen hebben inmiddels de Nederlandse nationaliteit, waardoor data lastig te verkrijgen is. Amstelveen vormt het belangrijkste centrum voor de Indiase expatgemeenschap, gevolgd door Eindhoven, Amsterdam, Den Haag en Delft.

## Demografie

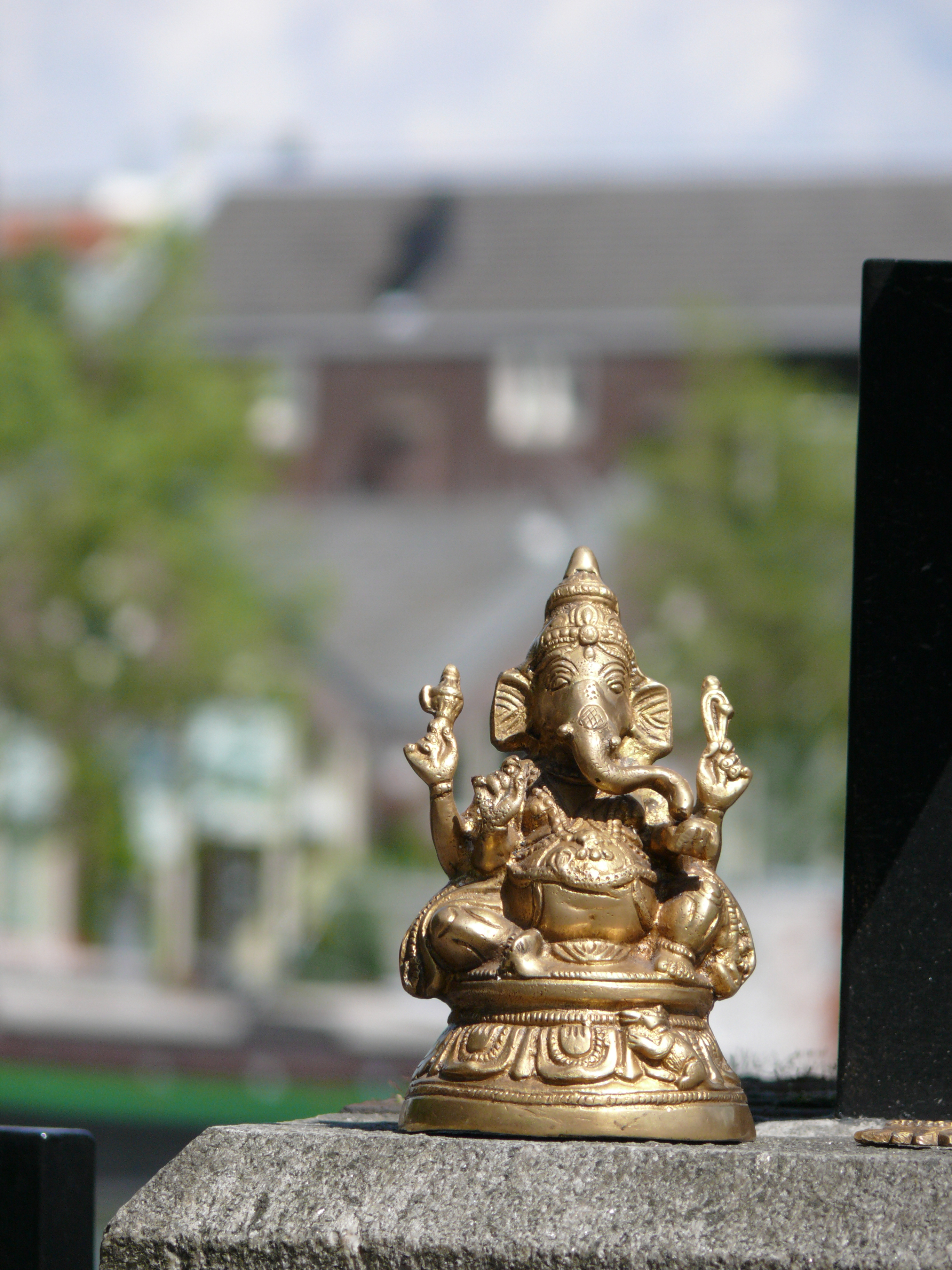
Een klein beeldje van Ganesha in het centrum van Amsterdam.

De veranderingen in de hindoeïstische bevolking van 2010-2024.
| Jaar | Procent | Toename |
| ---- | ------- | ------- |
| 2010 | 0,6%    | -       |
| 2011 | 0,6%    | -       |
| 2012 | 0,6%    | -       |
| 2013 | 0,7%    | +0,1%   |
| 2014 | 0,6%    | -0,1%   |
| 2015 | 0,6%    | -       |
| 2019 | 1,0%    | +0,4%   |
| 2024 | 1,8%    | +0,8%   |

De grootste groep Hindoes in Nederland bestaat uit immigranten, vooral uit Suriname, maar ook rechtstreeks uit India en Sri Lanka . Het geschatte aantal hindoes kan flink variëren, afhankelijk van welke bron wordt gebruikt, variërend van 150.000 tot ruim 250.000. Een onderzoek uit 1997 suggereerde dat er ongeveer 100.000 aanhangers waren. Een schatting uit 2006 van het CBS kwam overeen met dit aantal, uitgesplitst naar 83.000 van Surinaamse afkomst, 11.000 van Indiase afkomst, 5.000 overige niet-Europeanen en 1.000 Europeanen. De Hindoeraad Nederland schatte echter ongeveer 215.000, waarvan 160.000 uit Suriname, 15.000 uit het Indisch subcontinent en 40.000 uit andere locaties. Dit cijfer komt zeer nauw overeen met het cijfer van het High Level Committee op de Indiase Diaspora, dat stelde dat Nederland 200.000 mensen van Indiase afkomst telde, en 15.000 niet-ingezeten Indiërs ; Het is niet duidelijk of de twee figuren een gemeenschappelijke bron hebben of dat ze eenvoudigweg mensen met een etnisch-Indiase achtergrond op één hoop gooien met praktiserende hindoes.
Een onderzoek uit 2003 schatte de totale Surinaams-Hindostaanse bevolking op 180.000, waarvan 80%, oftewel ongeveer 145.000, hindoe was. De grootste regionale populaties bevonden zich volgens het onderzoek uit 2003 in Zuid-Holland (60.000), meestal rond Den Haag, en Noord-Holland (31.200); tussen hen waren de twee provincies goed voor meer dan 70% van de totale bevolking. Uit hetzelfde onderzoek bleek dat er ongeveer vijftig tempels waren en ongeveer 250 priesters, van wie de helft voltijdwerkers waren.
Het percentage hindoes per provincie in Nederland:
| Regio         | Percentage hindoes |
| ------------- | ------------------ |
| Groningen     | 0,3%               |
| Fryslân       | 0,1%               |
| Drenthe       | 0,0%               |
| Overijssel    | 0,3%               |
| Flevoland     | 0,7%               |
| Gelderland    | 0,1%               |
| Utrecht       | 0,5%               |
| Noord-Holland | 0,6%               |
| Zuid-Holland  | 1,8%               |
| Zeeland       | 0,2%               |
| Noord-Brabant | 0,3%               |
| Limburg       | 0,1%               |

## Hindoeïstische stromingen

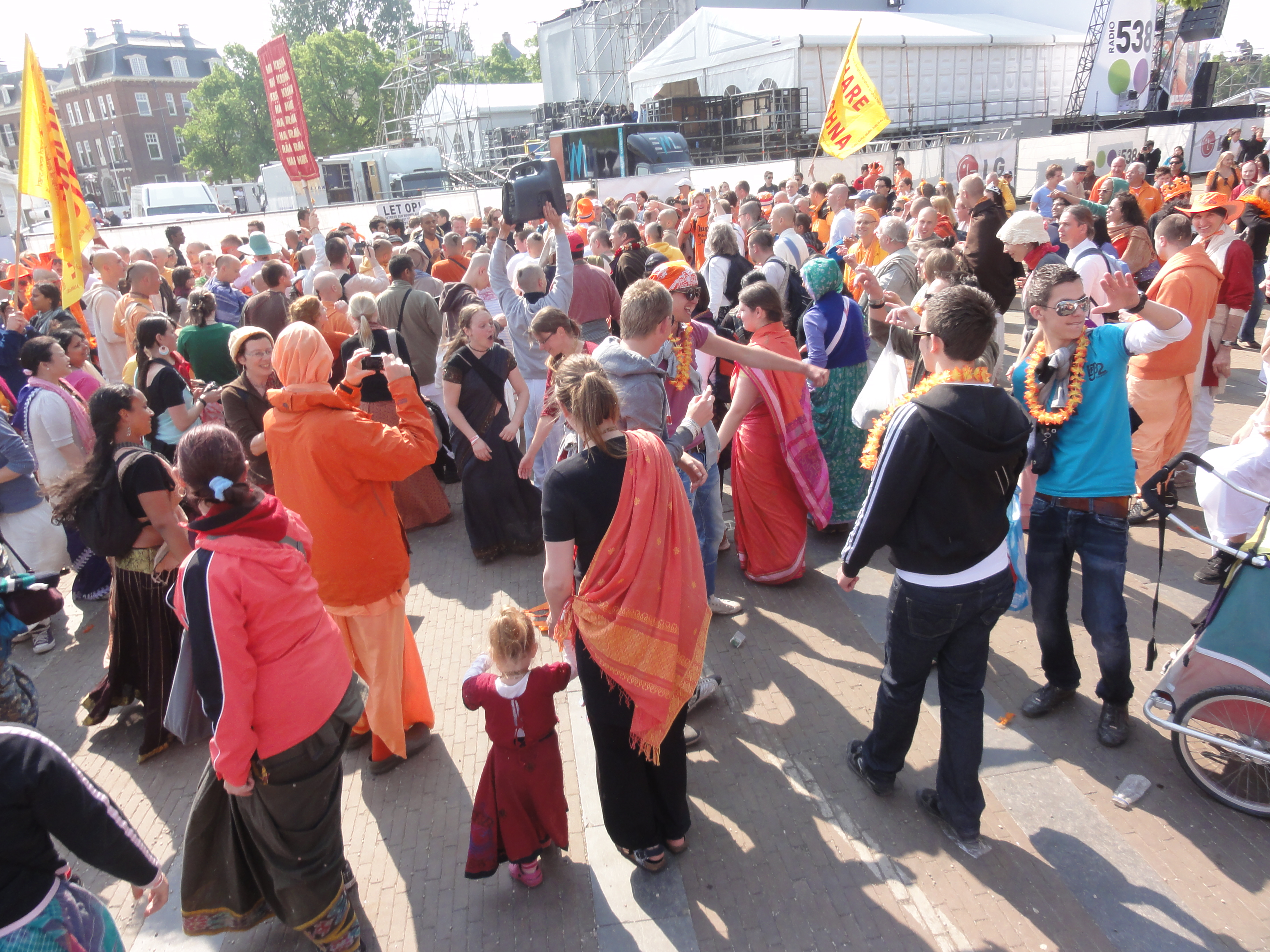
Hare Krishna-leden vieren feest op het Museumplein op Koninginnedag in Amsterdam

Het grootste deel van de hindoebevolking in Nederland, ongeveer 80%, behoort tot de traditionele Sanatana-dharma, terwijl de overige 20% tot de Arya Samaj -beweging behoren. Er zijn andere groepen die behoren tot de meer recente ‘goeroebewegingen’, zoals de Hare Krishnas of de Transcendente Meditatiebeweging, en ten slotte een klein aantal dat een mengeling beoefent van meer ‘ new age ’ of theosofische overtuigingen die elementen bevatten die verband houden met het hindoeïsme.

## Hindoeïsme in de overzeese gebiedsdelen van Nederland

### Sint Maarten
Het hindoeïsme wordt beoefend door 5,2% van de bevolking van Sint Maarten . Hindoes worden vertegenwoordigd door de St. Maarten Hindu Organization, die elke eerste en derde zondag van de maand regelmatig satsangs (gebeden) houdt in het Zonnegebouw.

### Curacao
Het Hindoeïsme is de op een na grootste religie in Curaçao, hoewel deze slechts door 2% van de totale bevolking wordt beoefend. Er is een grote hindoetempel in Willemstad, de hoofdstad van Curaçao.

## Gemeenschap
Hoewel het hindoeïsme in Nederland nog steeds als een minderheidsreligie wordt beschouwd, is het veel beter georganiseerd dan in andere westerse landen zoals het Verenigd Koninkrijk en de Verenigde Staten. De Hindoeraad Nederland vertegenwoordigt Hindoeïsme en de hindoes in Nederland en is de officiële instantie voor communicatie met de overheid. De raad stuurt mandirs (hindoetempels) aan, geestelijke verzorging, verzorgt opleidingen, onderwijs en onderzoek op de Vrije Universiteit Amsterdam en Hindoescholen, en is verantwoordelijk als contactpersoon namens de Hindoegemeenschap in Nederland. Invloedrijke leiders uit de gemeenschap vormen via hun organisaties samen de Hindoeraad. De organisatie staat bekend om hoogoplopende interne conflicten die samenwerking binnen de gemeenschap bemoeilijken. Hierdoor zijn hindoes ondervertegenwoordigd op gebieden als politiek, sport en media. 
Er zijn vijf hindoescholen die worden gefinancierd door de hindoegemeenschap in het land en die als nationale scholen worden beschouwd. De scholen volgen hetzelfde curriculum als andere scholen. Het curriculum omvat ook Hindi, het onderwijzen van hindoeïstische heldendichten zoals Ramayana en Mahabharata, en het vieren van hindoefestivals.
De Hindoes hebben ook hun eigen mensenrechtengroep opgericht, 'Agni' genaamd, om de grieven van de gemeenschap aan te pakken en de wreedheden waarmee zij soms worden geconfronteerd onder de aandacht te brengen. Naast het hosten van hun eigen radioprogramma, zond de hindoegemeenschap ook haar eigen wekelijkse programma van 30 minuten uit, 'Ohm', op de nationale televisie. Ze hebben ook hun eigen liefdadigheidsinstelling genaamd 'Seva Netverk', om mensen te helpen.
Er zijn veel culturele platforms en verenigingen die de hindoeïstische cultuur in Nederland proberen in stand te houden, zoals Saraswati Art en Hindorama.

### Incidenten
- In 2019 was er controversie vanwege de ongepaste afbeelding van Ganesh op een bierfles. Rajan Zed, voorzitter van de Universal Society of Hinduism, zei dat Ganesh zeer vereerd werd in het hindoeïsme en dat het de bedoeling was dat hij aanbeden werd in tempels of heiligdommen en niet gebruikt werd voor het verkopen van bier. Hij zei ook dat het onrespectvol was om een godheid te associëren met alcoholische drank.[18][19]

- In mei 2018 werd tijdens Ramadan een hindoetempel in Schilderswijk (Den Haag) gevandaliseerd door steeds dezelfde daders, ze gooiden stenen en braken verschillende ramen. De intimidatie ging ook door tijdens religieuze festiviteiten. Volgens een tempelmedewerker is dit niet de eerste keer dat dit gebeurt. De tempel en zijn bezoekers zijn al eerder het doelwit geweest; Eerder hielden ze hun gebedsdiensten in de tuin, maar moesten ze zich naar binnen verplaatsen omdat bezoekers werden beledigd en werden bekogeld met stenen. Pauline Krikke, de burgemeester van Den Haag sprak haar steun uit en regelde extra beveiliging na de tweede keer dat het die week gebeurde.[20][21]